# USS Agerholm (DD-826)
El USS Agerholm (DD-826) fue un destructor de la clase Gearing de la Armada de los Estados Unidos que sirvió desde 1946 hasta 1978.

## Construcción
Este destructor fue construido por el Bath Iron Works (Maine). Inició con la colocación de la quilla el 10 de septiembre de 1945. El casco fue botado el 30 de marzo de 1946. La nave terminado fue asignado el 20 de junio de 1946.

## Historia de servicio

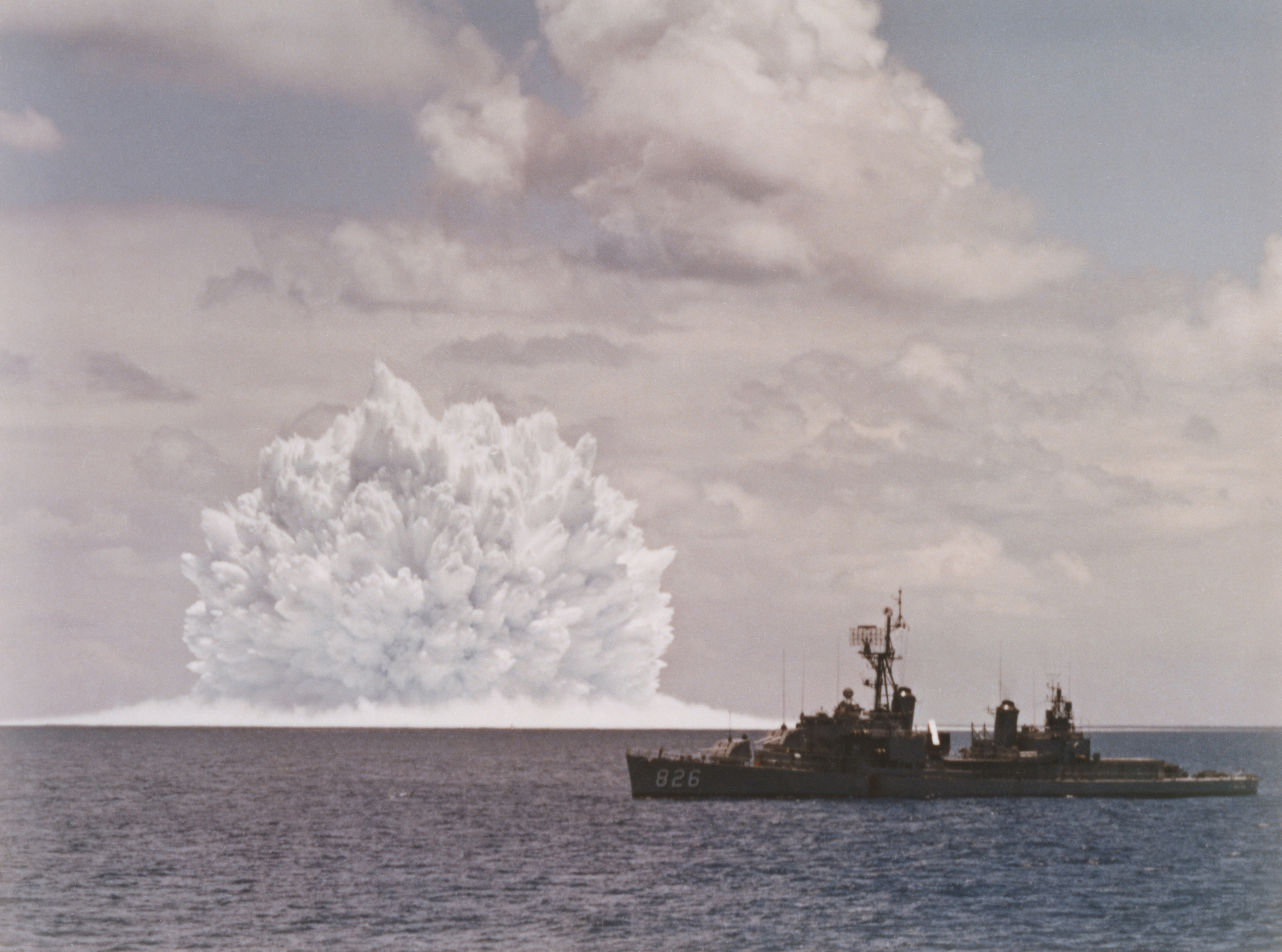
Operación Dominic

En 1951, integrando la fuerza de tareas 77, combatió en la guerra de Corea haciendo cañoneo de costas en Wonsan y Kojo. Al año siguiente, regresó a Corea, donde recibió un cañonazo enemigo que lo dañó levemente. En 1953 estuvo de patrulla en Formosa. En 1955, nuevamente con la fuerza de tareas 77, participó de la evacuación de los chinos nacionalistas en las islas Dachen (China). En 1962 participó de la Operación Dominic llevada a cabo en el Pacífico; el USS Agerholm arrojó una carga de profundidad. En 1975 le tocó la evacuación de los vietnamitas del sur durante la caída de Saigón.
Fue retirado del servicio el 1.º de diciembre de 1978.